# 河北街道 (营口市)
河北街道，是中华人民共和国辽宁省营口市西市区下辖的一个乡镇级行政单位。

## 行政区划
河北街道下辖以下地区：
虚拟河北社区。